# Dalaguete
Dalaguete es un municipio filipino perteneciente a la provincia de Cebú, en las Bisayas Centrales.

## Geografía
Se encuentra en la costa sudoriental de la isla de Cebú.

## Historia
Hacia comienzos del siglo XX, el lugar, ya por entonces perteneciente a la provincia de Cebú, tenía contabilizada una población de 20 120 habitantes. En 2020, el municipio de Dalaguete tenía censados 74 596 habitantes.